# Velika planina
Vélika planína je ime zakrasele visokogorske planote v Kamniško-Savinjskih Alpah SSV od Kamnika, ki se razprostira na površini 5,8 km² in povprečni višini okoli 1500 mnm z najvišjim vrhom Gradišče, ki doseže višino 1666 mnm.
Velika planina, ki obsega Veliko, Malo in Gojško planino ter Dovjo in Veliko gričo, je največja visokogorska pašna planina na Slovenskem. Na njej so pastirji zgradili več pastirskih naselij s preko sto pastirskimi stanovi (kočami, bajtami) posebne oblike, ki so zaščitni znak planote. Na planoti sta tudi naravni znamenitosti, imenovani Velika in Mala Vetrnica. To sta jami, ki se jima je zaradi preparevanja porušil strop in sta nastali udornici. Danes je Velika planina obdana z redkim smrekovim gozdom ter ruševjem in posejana z značilnimi kraškimi vrtačami. Na zložni planoti se je gozd že pred stoletji umaknil pašnikom. Mehke zelene trate med vrtačami in kotliči so dale idealne pogoje za letno pašo govedi.

## Zgodovina
Človek je bil na Veliki planini navzoč že v prazgodovinskem času, na kar opozarjajo arheološke najdbe. Pastirji pa so planino naselili v srednjem veku, na kar opozarja najdeni in raziskani tloris do sedaj najstarejše najdene pastirske koče iz 16. stoletja, ki je po merah in obliki skoraj identičen s sedanjo »Preskarjevo bajto«.
»Preskarjeva bajta«, ki stoji na robu planšarskega naselja na Veliki planini, se s svojo značilno ovalno streho, do tal pokrito s šinklni (skodlami), brez oken in vrat in dimnika ter s kamnitimi lopniki, že od zunaj razlikuje od sosednjih modernejših koč. Bajta, takšna kot je sedaj, je bila postavljena po koncu druge svetovne vojne, kajti nemški okupatorji in domobranci so v zimi 1944/1945 požgali vse pastirske koče na planini, vključno s Kapelo Marije Snežne, postavljene leta 1938 po načrtih arhitekta Plečnika. Kapela je bila ponovno postavljena 1988 po predlogi velikega ljubitelja Velike planine arhitekta Kopača.
Med etnografske značilnosti Velike planine pa poleg pastirskih koč in raznovrstnih lesenih izdelkov za vsakdanjo rabo (žlice, noži, zajemalke različnih oblik, šprudle, ogrinjala za zaščito pred dežjem itd.) sodijo tudi trniči, to je posušen hruškasto oblikovan sir.
Na Veliki planini se je v zimi 1931-1932 pričela nova oblika zimskega turizma, tako imenovano »bajtarstvo«, to je najem pastirske koče v času, ko se na planini ni pasla živina. Prvi najemnik in začetnik je bil Rajko Gregorc.
Leta 1963 je podjetje Ljubljana transport odkupilo tuje deleže pri investiciji za izgradnjo nihalke na Veliko planino, ki je bila predana svojemu namenu 13. septembra 1964. Leta 1966 sta se podjetju pridružila hotel Šimnovec in gostišče Zeleni rob, podjetje pa ju je dokončno odkupilo dve leti kasneje. Kmalu zatem se je pričelo tudi širjenje smučišča s postavitvijo novih vlečnic in dvosedežnice, ki so jo obnovili leta 2000. Leta 2023 so jo po dolgem času zamenjali z novodobno šestsedežnico.
Tako je danes Velika planina letno in zimskošportno središče z gondolsko žičnico, šestsedežnico, vlečnicami, gostišči in planinskimi domovi ter zasebnimi turističnimi kočami, zgrajenimi po vzoru pastirskih stanov.

## Naselje
Velika planina je tudi eno izmed naselij v občini Kamnik, po popisu prebivalstva 2002 so na planini stalno prebivali štirje prebivalci.

## Smučišče
Pozimi v času ugodnih snežnih razmer na delu Velike planine obratuje smučišče. Ker na planini ne sme biti umetnega zasneževanja, je smučišče z dolžino 6 kilometrov prog odvisno od snežnih padavin. Leta 2023 so zgradili najnovejšo napravo - šestsedežnico Šimonovec, ki je zamenjala staro dvosedežnico. Smučišče obsega še dve vlečnici (Zeleni rob in Jurček).

### Smučarske naprave
| vrsta naprave | ime naprave    | leto izgradnje |
| ------------- | -------------- | -------------- |
| nihalka       | Velika planina | 1964/2011      |
| šestsedežnica | Šimonovec      | 2023           |
| vlečnica      | Jurček         | 1979           |
| vlečnica      | Zeleni rob     | 1989           |

## Dostopi
- Z nihalko iz doline Kamniške Bistrice.
- Iz prelaza Volovjek med dolinama Črne in Lučnice.
- Po planinski poti iz Stahovice mimo sv. Primoža ( 3 ure ).
- Od doma v Kamniški Bistrici in Kopišč čez Dol ( 5 ur ).
- Od Kocbekov dom na Korošici ( 4 ure ).
- Iz Luč preko prelaza Volovjek ( 4½ ure ).

## Galerija slik
- Hinko Smrekar - Velika planina
- Turistične koče na Veliki planini
- Turistične koče na Veliki planini
- Pašništvo, zlasti goveda, je poleti ena izmed glavnih gospodarskih dejavnosti
- Pastirske koče na Veliki planini
- Križ
- Stanovi pozimi
- Razgled z najvišje točke
- Veliko planino v spomladanskih mesecih prekrijejo žafrani
- Priljubljen pomladanski fotografski motiv